# Vigrestad Station
Vigrestad Station (Vigrestad stasjon) er en jernbanestation på Jærbanen, en del af Sørlandsbanen, der ligger i byområdet Vigrestad i Hå kommune i Norge. Stationen består af to spor med en øperron imellem, som der er adgang til via en gangtunnel. Desuden er der en mindre parkeringsplads samt en tidligere stationsbygning og pakhus
Stationen åbnede som holdeplads sammen med Jærbanen 1. marts 1878. Den blev opgraderet til station omkring 1881. 7. juli 1964 blev den fjernstyret, og 31. december 1992 blev den gjort ubemandet.